# Jardín Botánico de Isla Madre
El Jardín Botánico de Isla Madre (en  italiano: Giardini Botanici dell'Isola Madre) es un jardín botánico de 8 hectáreas de superficie, situado cerca de  Stresa, Italia.

## Localización
Se ubica sobre la Isola Madre una de las islas del archipiélago de las islas Borromeo en el Lago Mayor. 
Giardini Botanici dell'Isola Madre, Stresa, Provincia de Verbano-Cusio-Ossola (VCO), Piamonte, Italia.45°54′40″N 08°32′16″E / 45.91111, 8.53778
Se accede en ferry desde Stresa, abre al público a diario en los meses cálidos del año y cobran una tarifa de entrada.

## Historia
Los jardines se extienden por siete terrazas a lo largo de la pequeña isla de Isola Madre, originalmente habitada por el Conde Lancillotto Borromeo a principios del siglo XVI. Los jardines fueron diseñados por el Conde Vitaliano Borromeo all’Inglese (en  estilo inglés) a finales del siglo XVIII en el espacio que ocupaba un antiguo huerto de naranjos, y desde entonces han permanecido sin grandes transformaciones. Entre sus numerosos visitantes ilustres se encuentran Napoleon Bonaparte, Gustave Flaubert, y Théophile Gautier.

## Colecciones
Actualmente los jardines principales son como sigue:
- Loggia del Cashmir - con cipreses
- Piano delle Camelie - una de las primeras colecciones de camelias en Italia.
- Piazzale dei Pappagalli - con loros, pavos reales, faisanes, etc.
- Piazzale della Cappella - la capilla de la familia, construida en 1858
- Piazzale della Darsena - bosque de rhododendron
- Prato dei Ginerium - Hierba de las Pampas
- Prato del Pozzo - cornus, magnolias, aceres, etc.
- Viale Africa - en el lado más soleado de la isla.
- Viale delle Palme - una notable colección de palmas, con especímenes de más de 125 años de edad

## Vistas del Jardín

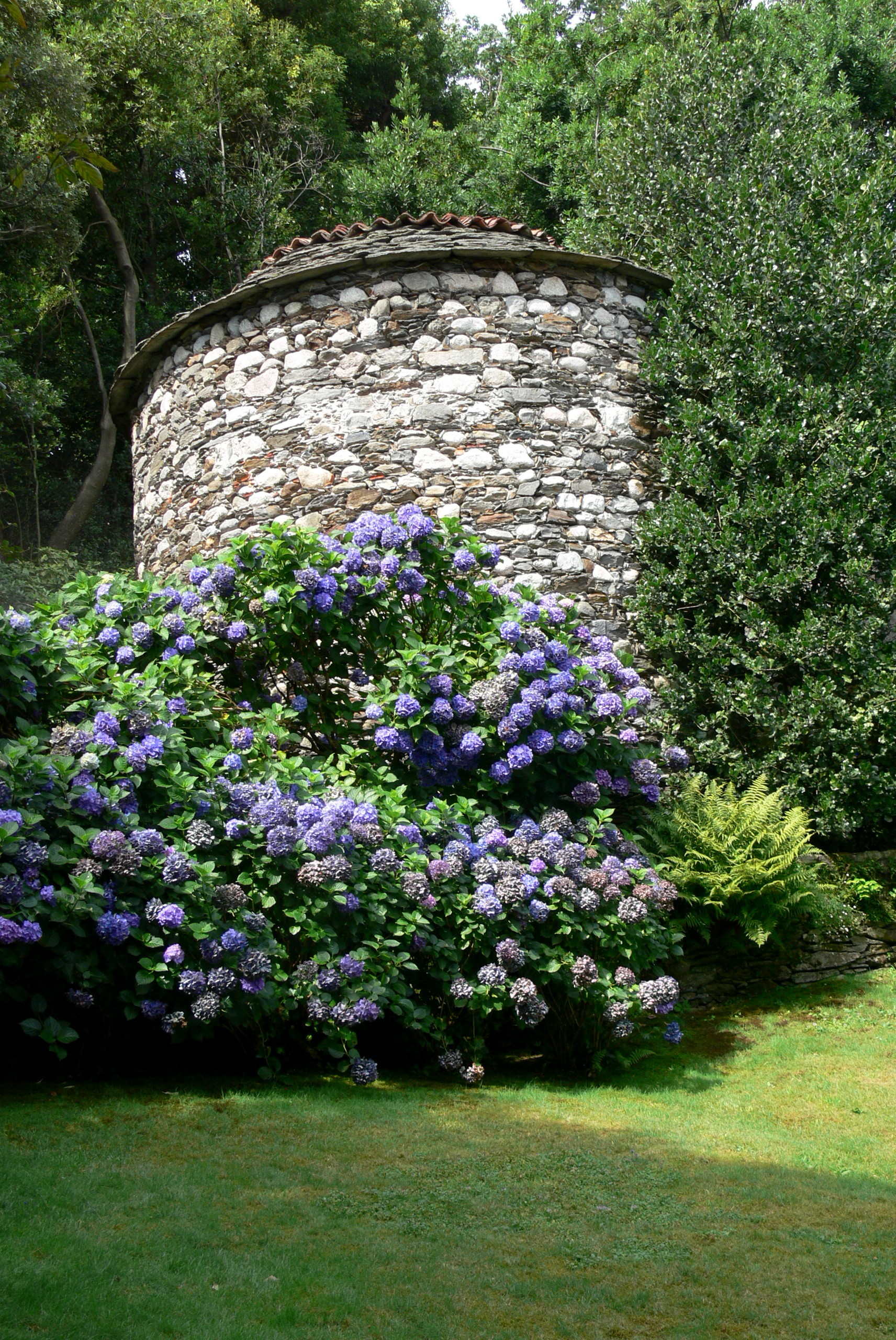
Isola Madre - la torre de las hortensias
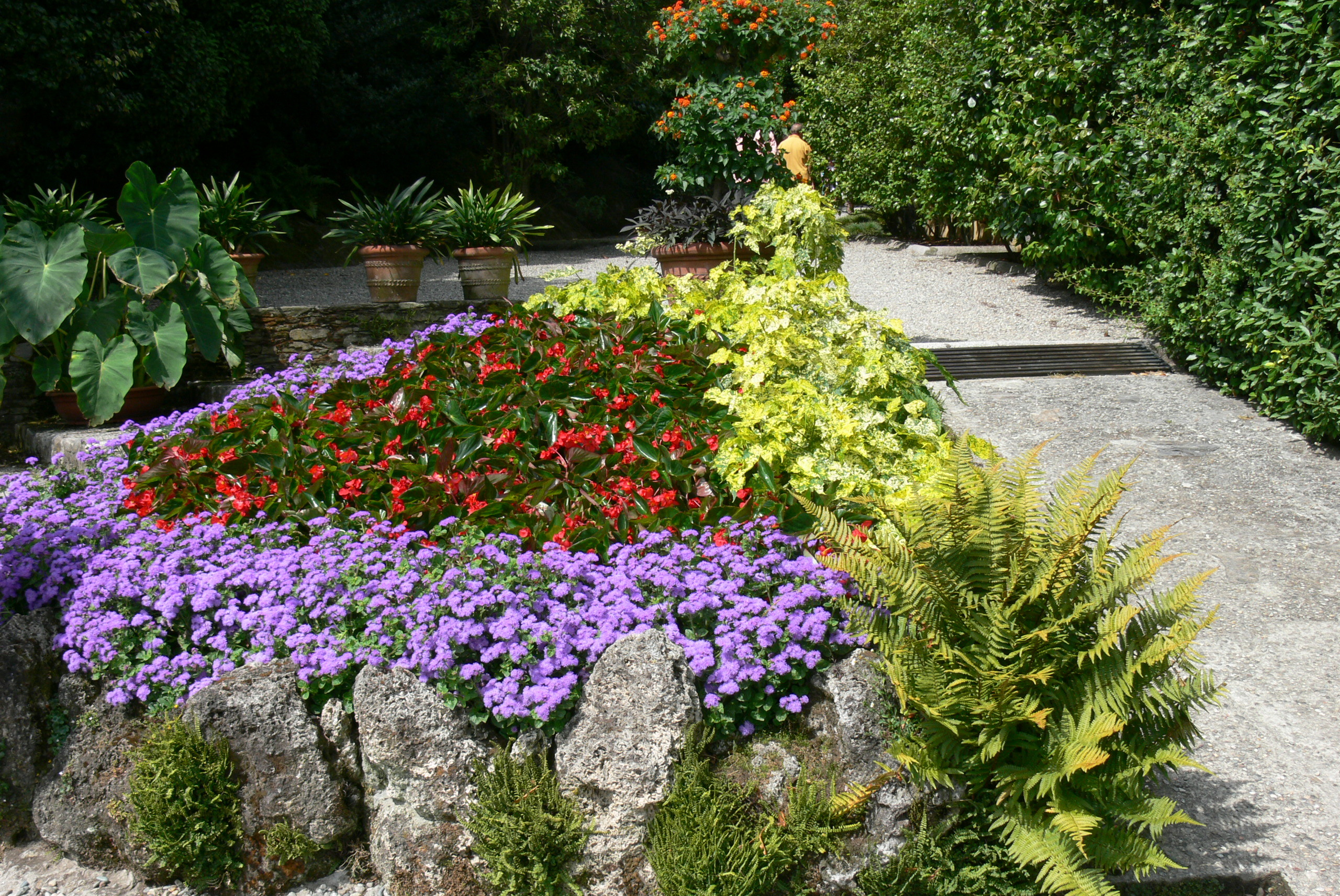
Isola Madre - lecho floral
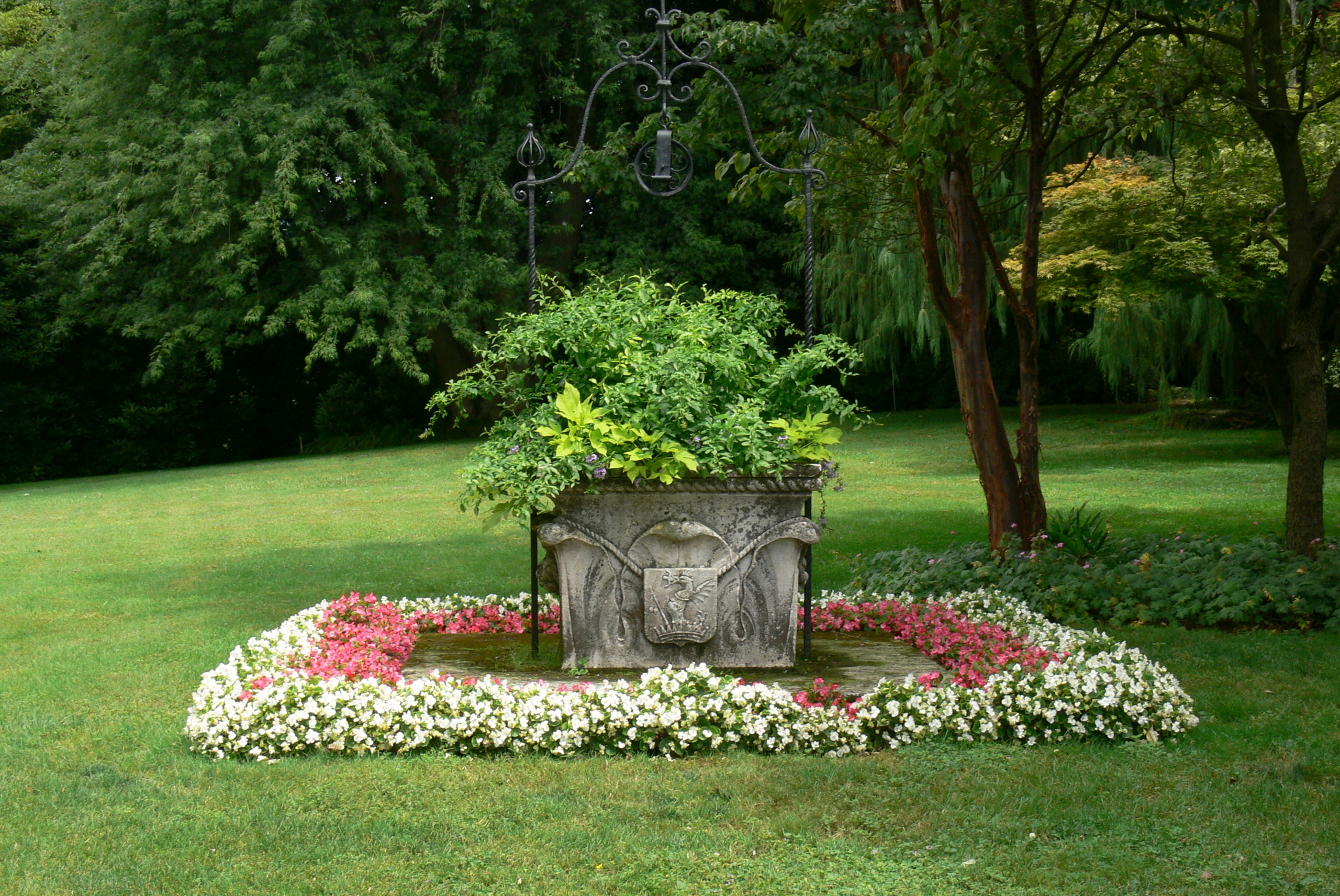
Isola Madre - brocal de pozo con el escudo nobiliario de los Visconti